# Чемпіонат світу з трекових велоперегонів 2007
Чемпіонат світу з трекових велоперегонів 2007 проходив з 29 березня по 1 квітня 2007 року в м. Пальма-де-Майорка, Іспанія на місцевому велодромі. Всього у змагання взяли участь спортсмени з 36 країн, які розіграли 17 комплектів нагород — 10 у чоловіків та 7 у жінок. На цьому чемпіонаті спортсмени вперше змагалися в омніумі.

## Медалісти

### Чоловіки
| Дисципліна                         | Золото                                                                             | Срібло                                                                           | Бронза                                                                          |
| Спринт                             | Тео Бос                                                                            | Грегорі Боже                                                                     | Мікаель Бурґен                                                                  |
| Гіт (1 км)                         | Кріс Гой (1:00.999)                                                                | Франсуа Перві (1:01.838)                                                         | Джеймі Стафф (1:02.074)                                                         |
| Індивідуальна гонка переслідування | Бредлі Віґґінз (наздогнав на коло)                                                 | Роберт Бартко (наздогнали)                                                       | Серхі Ескобар (4:23.417)                                                        |
| Командна гонка переслідування      | Велика Британія Едвард Кленсі Джерейнт Томас Пол Меннінг Бредлі Віґґінз (3:57.468) | Україна Любомир Полатайко Максим Поліщук Віталій Попков Віталій Щедов (4:03.280) | Данія Каспер Єргенсен Єнс-Ерік Мадсен Міхаель Меркев Алекс Расмуссен (4:04.093) |
| Командний спринт                   | Франція Грегорі Боже Мікаель Бурґен Арно Турнан (43.830)                           | Велика Британія Росс Едґар Кріс Гой Крейг Маклін (43.832)                        | Німеччина Роберт Ферстеманн Максиміліан Леві Штефан Німке (44.240)              |
| Кейрін                             | Кріс Гой                                                                           | Тео Бос                                                                          | Росс Едґар                                                                      |
| Скретч                             | Вонг Кам По                                                                        | Вім Строетінга                                                                   | Рафал Ратайчик                                                                  |
| Гонка за очками                    | Хоан Лланерас (76)                                                                 | Ільйо Кайсе (55)                                                                 | Михайло Ігнатьєв (52)                                                           |
| Медісон                            | Швейцарія Франко Марвулі Бруно Рісі (14)                                           | Нідерланди Петер Шеп Денні Стем (13)                                             | Чехія Алоїс Каньковський Петр Лазар (11)                                        |
| Омніум                             | Алоїс Каньковський                                                                 | Вальтер Перес                                                                    | Чарльз Бредлі Хафф                                                              |

### Жінки
| Дисципліна                         | Золото                                               | Срібло                                         | Бронза                                     |
| Спринт                             | Вікторія Пендлтон                                    | Гуо Шуан                                       | Анна Мірс                                  |
| Гіт (500 м)                        | Анна Мірс (33.588 WR)                                | Лісандра Ґуерра (34.015)                       | Наталія Цилінська (34.430)                 |
| Індивідуальна гонка переслідування | Сара Гаммер (3:30.213)                               | Ребекка Ромеро (3:33.409)                      | Кеті Мактір (3:36.306)                     |
| Командний спринт                   | Велика Британія Вікторія Пендлтон Шаназ Рід (33.631) | Нідерланди Івонн Хейґенар Віллі Каніс (33.972) | Австралія Крістін Бейлі Анна Мірс (33.801) |
| Кейрін                             | Вікторія Пендлтон                                    | Гуо Шуан                                       | Анна Мірс                                  |
| Скретч                             | Юмарі Гонсалес                                       | Марія Луїза Калле                              | Адрі Віссер                                |
| Гонка за очками                    | Кетрін Бейтс (35)                                    | Міе Лакот (29)                                 | Кетрін Чітлі (27)                          |

## Загальний медальний залік
| Місце  | Країна          | Золото | Срібло | Бронза | Загалом |
| ------ | --------------- | ------ | ------ | ------ | ------- |
| 1      | Велика Британія | 7      | 2      | 2      | 11      |
| 2      | Австралія       | 2      |        | 4      | 6       |
| 3      | Нідерланди      | 1      | 4      | 1      | 6       |
| 4      | Франція         | 1      | 2      | 2      | 4       |
| 5      | Куба            | 1      | 1      |        | 2       |
| 6      | Чехія           | 1      |        | 1      | 2       |
| 6      | Іспанія         | 1      |        | 1      | 2       |
| 6      | США             | 1      |        | 1      | 2       |
| 9      | Гонконг         | 1      |        |        | 1       |
| 9      | Швейцарія       | 1      |        |        | 1       |
| 11     | КНР             |        | 2      |        | 2       |
| 12     | Данія           |        | 1      | 1      | 2       |
| 12     | Німеччина       |        | 1      | 1      | 2       |
| 14     | Аргентина       |        | 1      |        | 1       |
| 14     | Бельгія         |        | 1      |        | 1       |
| 14     | Колумбія        |        | 1      |        | 1       |
| 14     | Україна         |        | 1      |        | 1       |
| 18     | Білорусь        |        |        | 1      | 1       |
| 18     | Нова Зеландія   |        |        | 1      | 1       |
| 18     | Польща          |        |        | 1      | 1       |
| 18     | Росія           |        |        | 1      | 1       |
| Всього | Всього          | 17     | 17     | 17     | 51      |